# Klostertaler Bergwälder

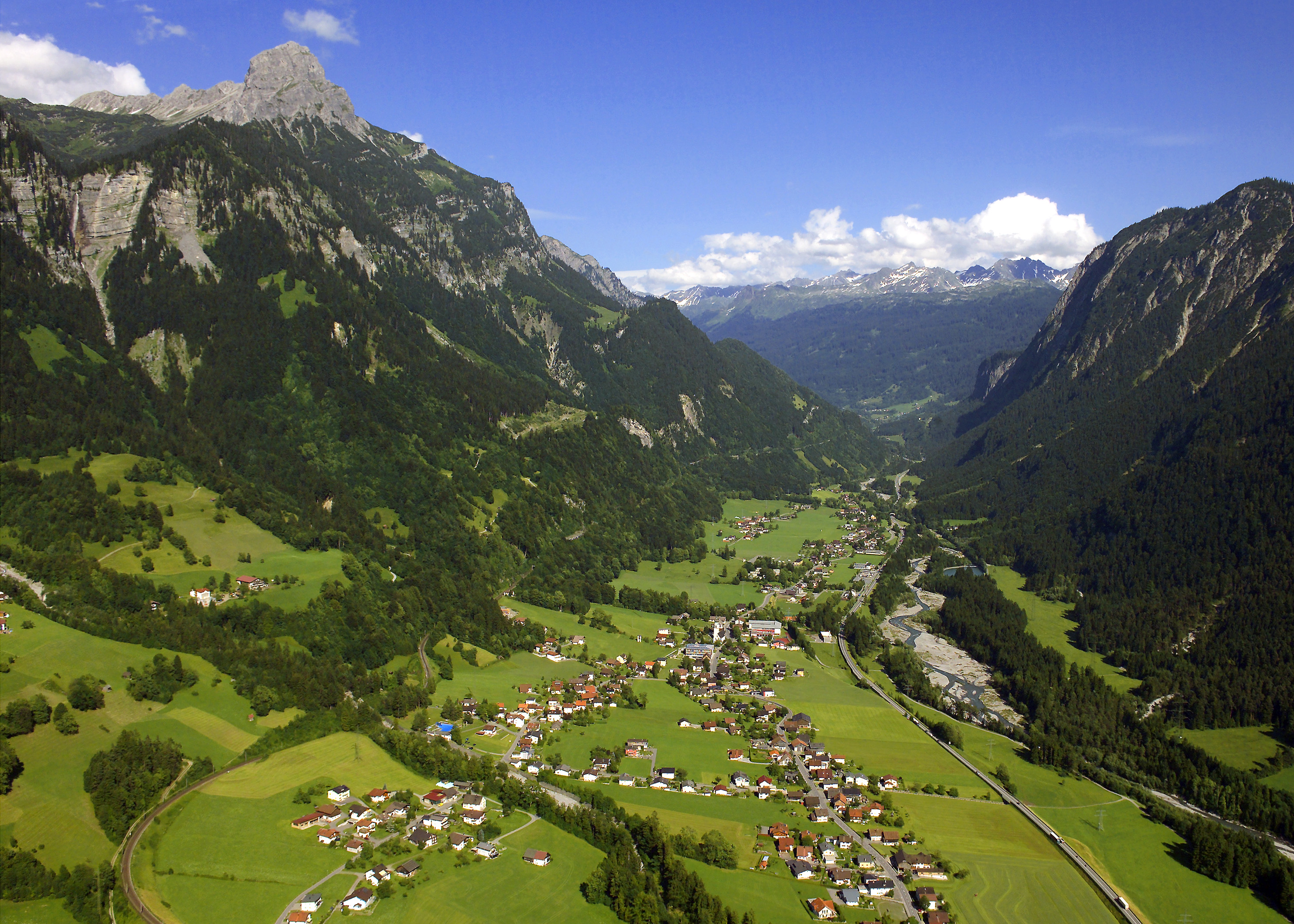
Roggelskopf, Klostertaler Bergwälder, Innerbraz

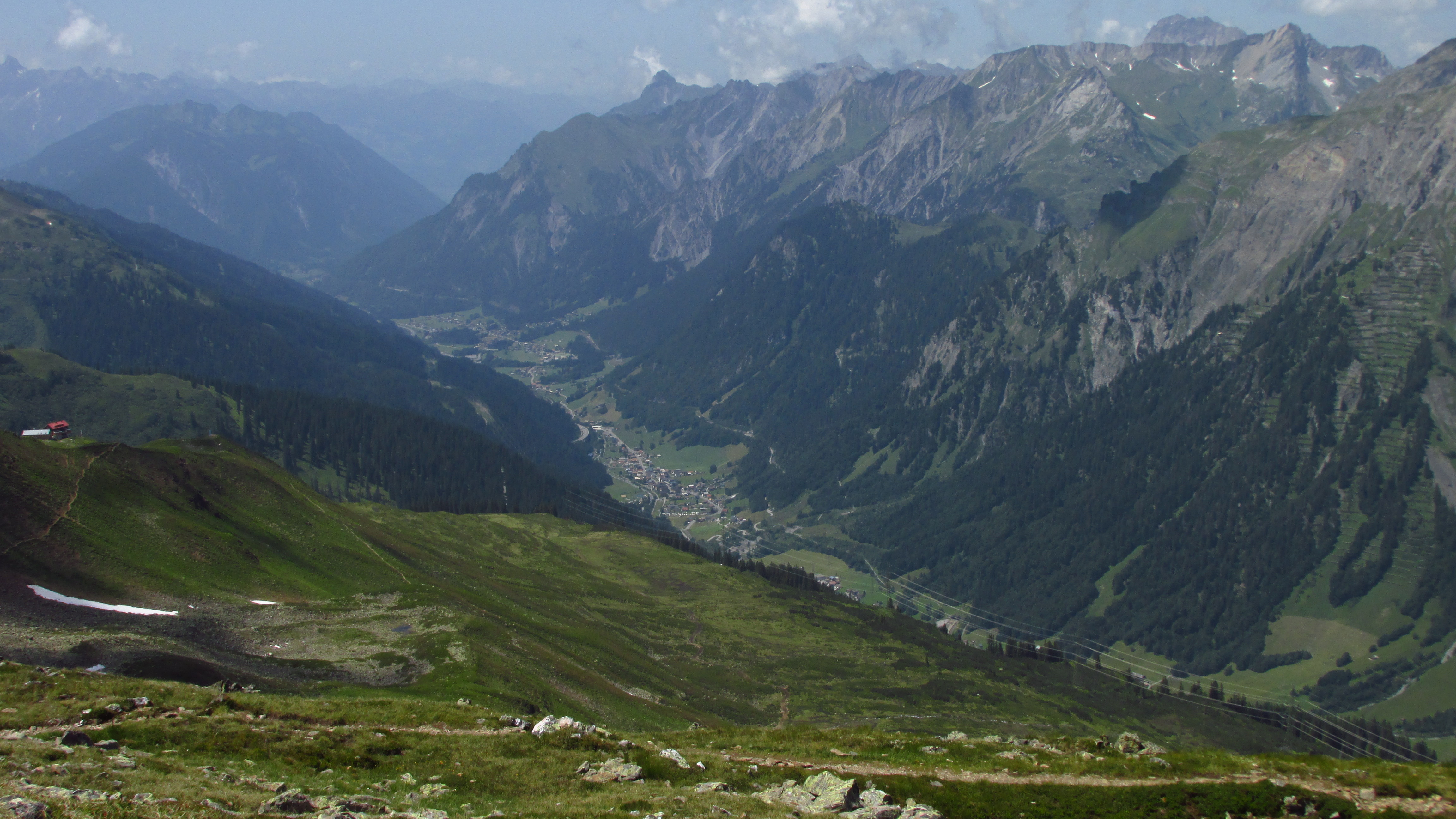
Blick auf die Klostertaler Bergwälder

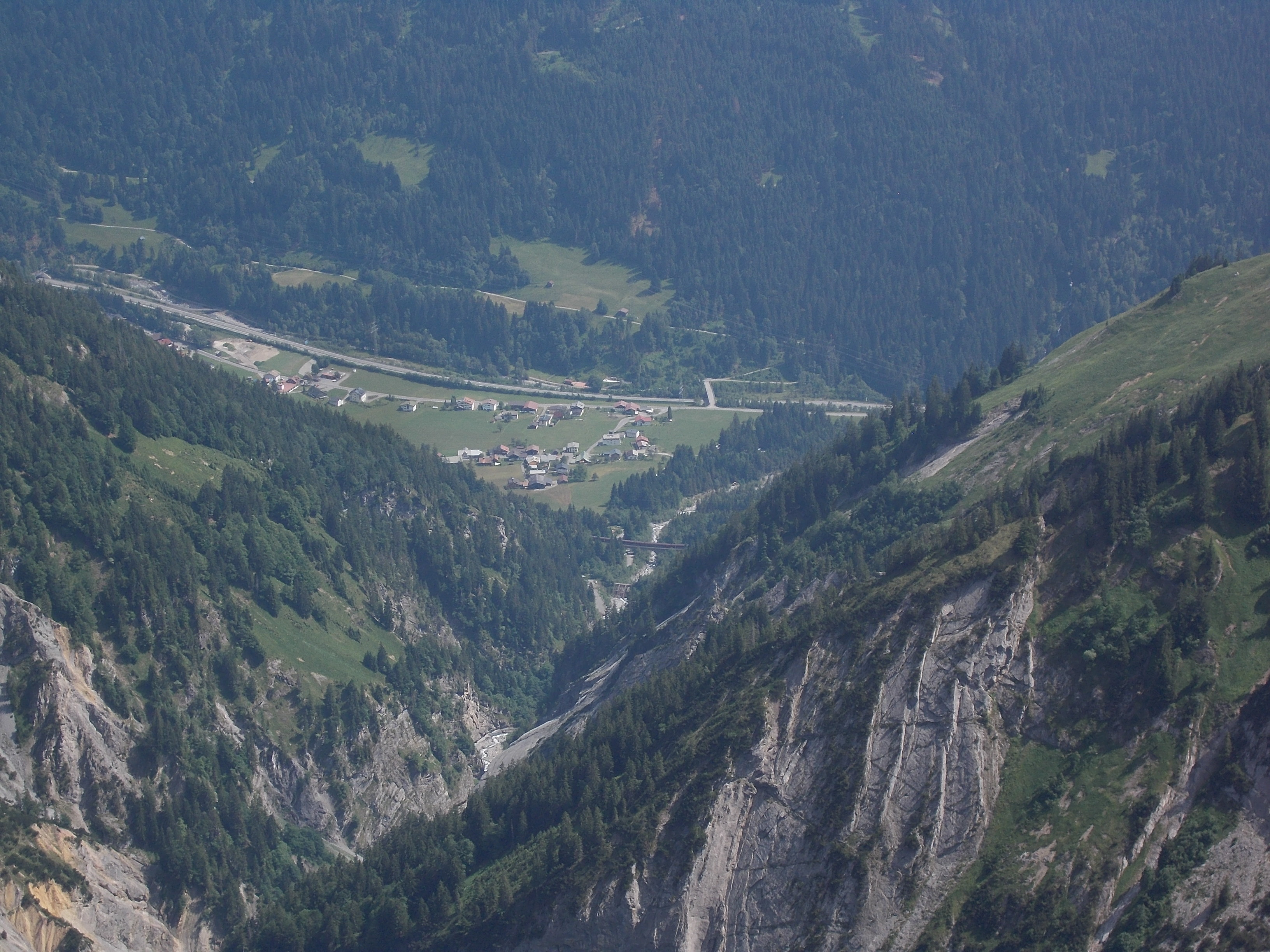
Radonatobel

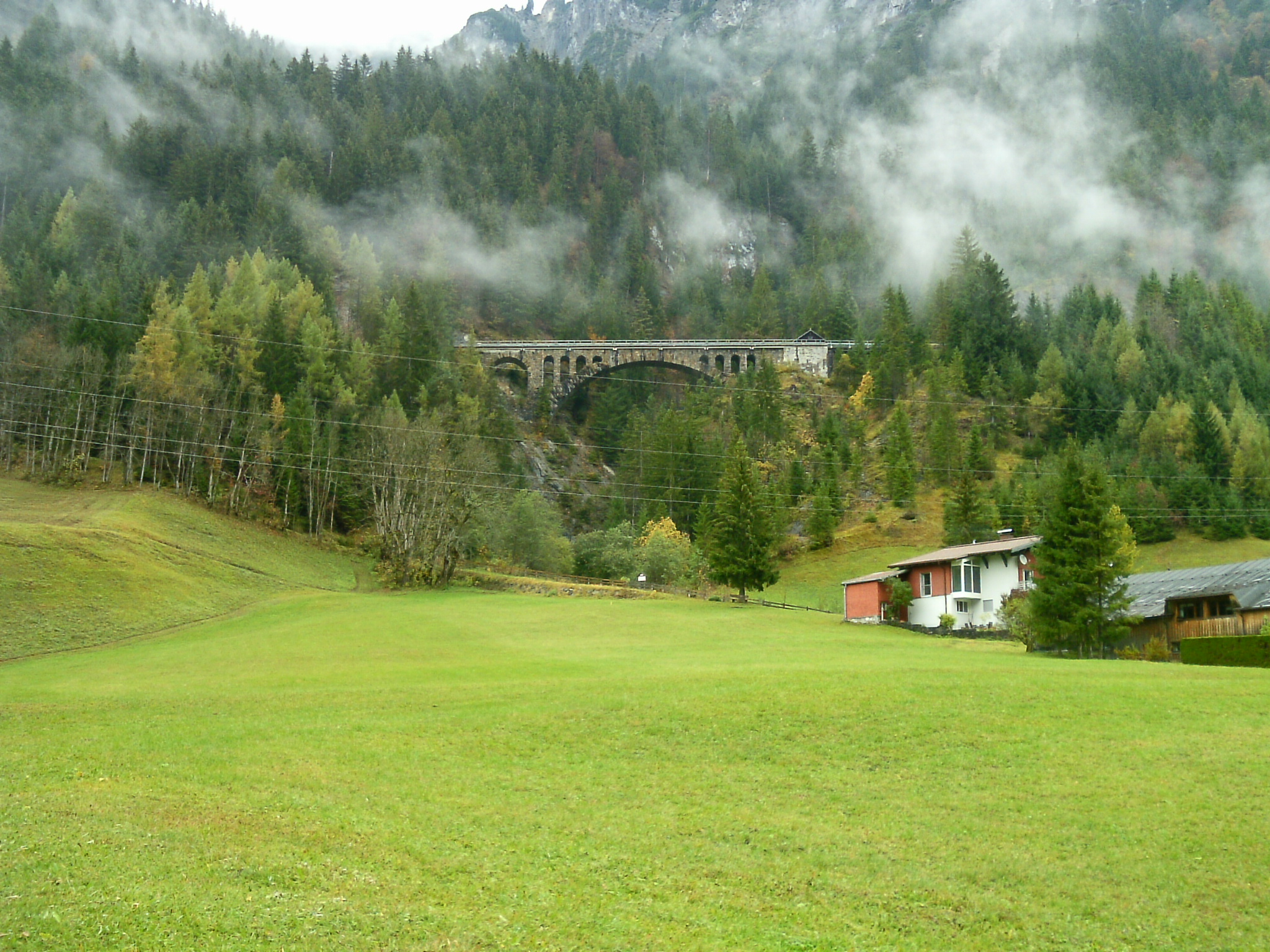
Klösterle

Die Klostertaler Bergwälder sind ein Natura 2000 Europaschutzgebiet im österreichischen Bundesland Vorarlberg. Es ist ein 23 km langes Waldgebiet auf den steilen Hängen der Nordseite (Sonnenseite) des Klostertals. Durch die hohe Gefahr von Lawinen und Muren sind die Wälder enorm wichtige Schutzwälder für die Dörfer des Klostertals. Die Gefahren nehmen durch den Klimawandel weiter zu.

## Lage
Das Schutzgebiet erstreckt sich von der Talstation der Muttersbergbahn in Bludenz und dem Galgentobel im Westen bis zum Benediktentobelbach in Langen am Arlberg im Osten. Die südliche Grenze ist großteils die Bahnlinie der Arlbergbahn, die nördliche ist in etwa die Waldgrenze. Die Hänge bilden die Südseite des Lechquellengebirges. Politisch liegt es in den Gemeinden Klösterle, Dalaas, Innerbraz und Bludenz.

## Landschaft
Die Landschaft ist geprägt von den schroffen, felsigen Berggipfeln der Nördlichen Kalkalpen, von steilen Wildbächen mit zahlreichen Wasserfällen und von naturbelassenen Wäldern und Magerwiesen. Allein im Schutzgebiet gibt es 50 Tobel mit Wildbächen. Die Hänge sind meistens sehr steil. Nur vereinzelt gibt es Forst- und Wanderwege. Die Unzugänglichkeit und das Bergklima führen zu einer Vielfalt an Lebensräumen und Organismen, auch seltene und gefährdete Vogelarten.
Exemplarisch hier ein paar Örtlichkeiten von Bludenz taleinwärts:

### Galgentobel
Das Galgentobel oberhalb von Bludenz ist felsig, sonnenexponiert, die Böden sind flachgründig und trocken bis wechselfeucht. Hier ist ein Föhrenwald, da die Rotföhre (Pinus sylvestris) als einzige der heimischen Baumarten bei diesen Verhältnissen einen geschlossenen Wald bilden kann. Der lichte Wald hat eine artenreiche Strauch- und Krautschicht. Eine Besonderheit ist hier die Europäische Stechpalme oder Stechlaub (Ilex aquifolium), ein immergrüner bis zu 5 m hoher Baum, der eigentlich im subtropischen Klima gedeiht. Die in Mitteleuropa zunehmende Verbreitung von Stechlaub ist ein Zeichen für die globale Erwärmung.

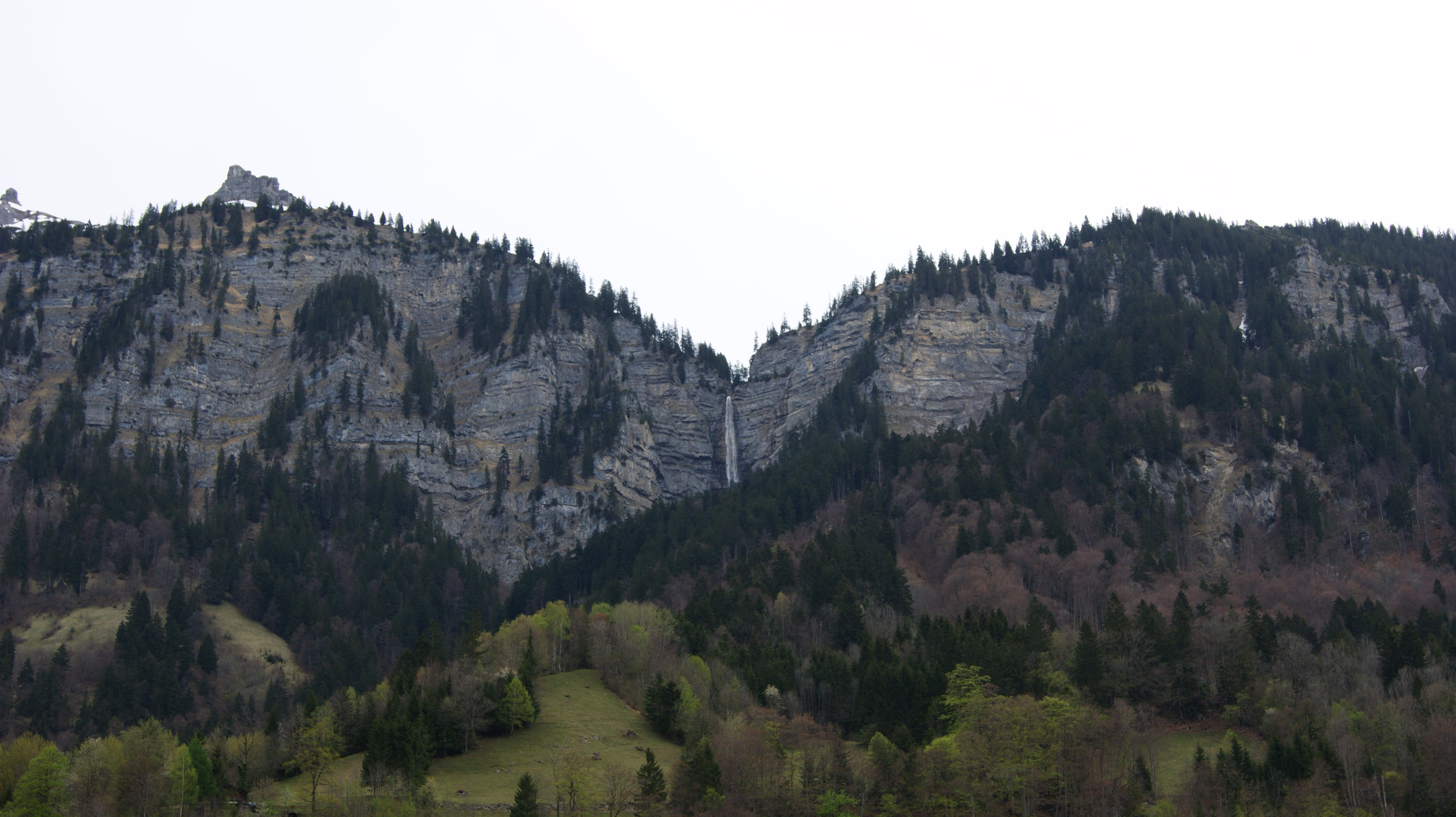
Masonbach

### Bödener Magerwiesen
Die Bödener Magerwiesen oberhalb von Innerbraz sind seit 1991 ein 16 ha großes Naturschutzgebiet, großteils innerhalb der Grenzen des Natura 2000_Gebietes. Die Wiesen werden nur einmal im Herbst gemäht, auf Beweidung und Dünger wird verzichtet. Dies führt zu einem vielfältigen Paradies für Blumen, Kräuter und Insekten.

### Alpe Gavar
Die Alpe Gavar nordwestlich oberhalb von Dalaas und unterhalb des Roggelkopfs liegt zur Gänze im Schutzgebiet. In den flachen Tümpeln der Alpe leben Bergmolche (Ichthyosaura alpestris) und Blaugrüne Mosaikjungfern (Aeshna cyanea), eine Großlibellenart. Beide sind stark gefährdet und daher geschützt.

### Radonatobel
Das Radonatobel zwischen Dalaas und Wald am Arlberg ist eines der großen Tobel im Klostertal. Der Teil zwischen der Bahnbrücke und dem Wasserfall liegt im Schutzgebiet. Das Tobel ist von ständiger Erosion geprägt. Hier gehen immer wieder Muren ab. Das Biotop Radonatobel (Biotop-Nr. 10817) ist 308,77 ha groß.

### Dürrerbergwald
Das Biotop Dürrerbergwald (Biotop-Nr. 10814) ist 93 ha groß. Der Dürrenberg ist sehr artenreich mit über 60 Pflanzenarten, vor allem mit vielen Orchideen und verschiedenen Specht- und Eulenarten.

## Schutzgüter
Geschützt sind ökologische Lebensräume, Tiere und Pflanzen.

### Lebensräume
Im Schutzgebiet gibt es sehr unterschiedliche Lebensräume, viele davon sind besonders schützenswert:
- Goldhaferwiesen mit violett blühenden Wald-Storchschnabel (Geranium sylvaticum)
- Buchen-Tannenwälder
- Eiben-Buchenwälder
- Kalk- und Kalkschieferschutthalden
- Kalkfelsen mit Felsspaltenvegetation
- Karbonat-Latschengebüsche
- Schlucht- und Hangmischwald
- Waldmeister-Buchenwald[4]

### Tiere

#### Säugetiere
Grundsätzlich sind alle wild lebenden Säugetiere geschützt, Ausnahmen gibt es nur für ganz wenige Tiere, etwa Ratten. Die Jagd ist genau geregelt. Im Klostertal leben heute ca. 450 Steinböcke (Capra ibex), die um 1800 von den Menschen beinahe ausgerottet wurden, damals gab es weltweit nur noch 100 Tiere. Auch Gämsen (Rupicapra rupicapra) leben hier.

#### Vögel
Das Schutzgebiet ist in erster Linie ein Vogelschutzgebiet, hier leben viele teils bedrohte Vogelarten, unter anderen:
- Birkhuhn (Tetrao tetrix)
- Dreizehenspecht (Picoides tridactylus)
- Grauspecht (Picus canus)
- Schwarzspecht (Dryocopus martius)
- Weißrückenspecht (Dendrocopos leucotos)
- Neuntöter (Lanius collurio)
- Uhu (Bubo bubo)
- Raufußkauz (Aegolius funereus)
- Sperlingskauz (Glaucidium passerinum)
- Wespenbussard (Pernis apivorus)[4]

#### Reptilien
Für Reptilien ist das Schutzgebiet zu kalt, nur wenige Arten sind zu finden:
- Zauneidechse (Lacerta agilis)
- Schlingnatter (Coronella austriaca)

#### Amphibien
Amphibien können in dieser Region kaum überleben, überraschenderweise gibt es aber doch einige hochspezialisierte Arten:
- Bergmolch (Ichthyosaura alpestris)
- Alpensalamander (Salamandra atra)

#### Insekten
Insekten sind unverzichtbare Teile der Nahrungskette. Außerdem sind sie wichtig für die Bestäubung von Pflanzen. Bodeninsekten spielen beim Abbau der organischen Substanzen und als Gestalter des fruchtbaren Bodens eine wichtige Rolle. Das weltweite Insektensterben bedroht auch die menschliche Zivilisation. Schutzgebiete sind daher enorm wichtig, um das Insektensterben einzudämmen. Beispiele für Insekten in den Klostertaler Bergwäldern:
Alpengelbling (Colias phicomone)
Alpenbockkäfer (Rosalia alpina)
Blaugrüne Mosaikjungfer (Aeshna cyanea)

### Pflanzen
Grundsätzlich dürfen keine Blumen oder Pflanzenteile entnommen werden. Streng geschützt sind beispielsweise:
- Bewimperte Alpenrose (Rhododendron hirsutum)
- Frauenschuh (Cypripedium calceolus)
- Rotes Waldvögelein (Cephalantera rubra)
- Silberwurz (Dryas octopetala)
- Trauben-Steinbrech (Saxifraga paniculata)
- Türkenbundlilie (Lilium martagon)
- Wolfs-Eisenhut (Aconitum lycoctonum)[4]

## Rechtsgrundlage
Rechtsgrundlage ist die Verordnung der Landesregierung zur Durchführung des Gesetzes über Naturschutz und Landschaftsentwicklung.